# 马库斯·赫尔纳
马库斯·赫尔纳（瑞典語：Marcus Hellner，1985年11月25日—），瑞典男子越野滑雪運動員。

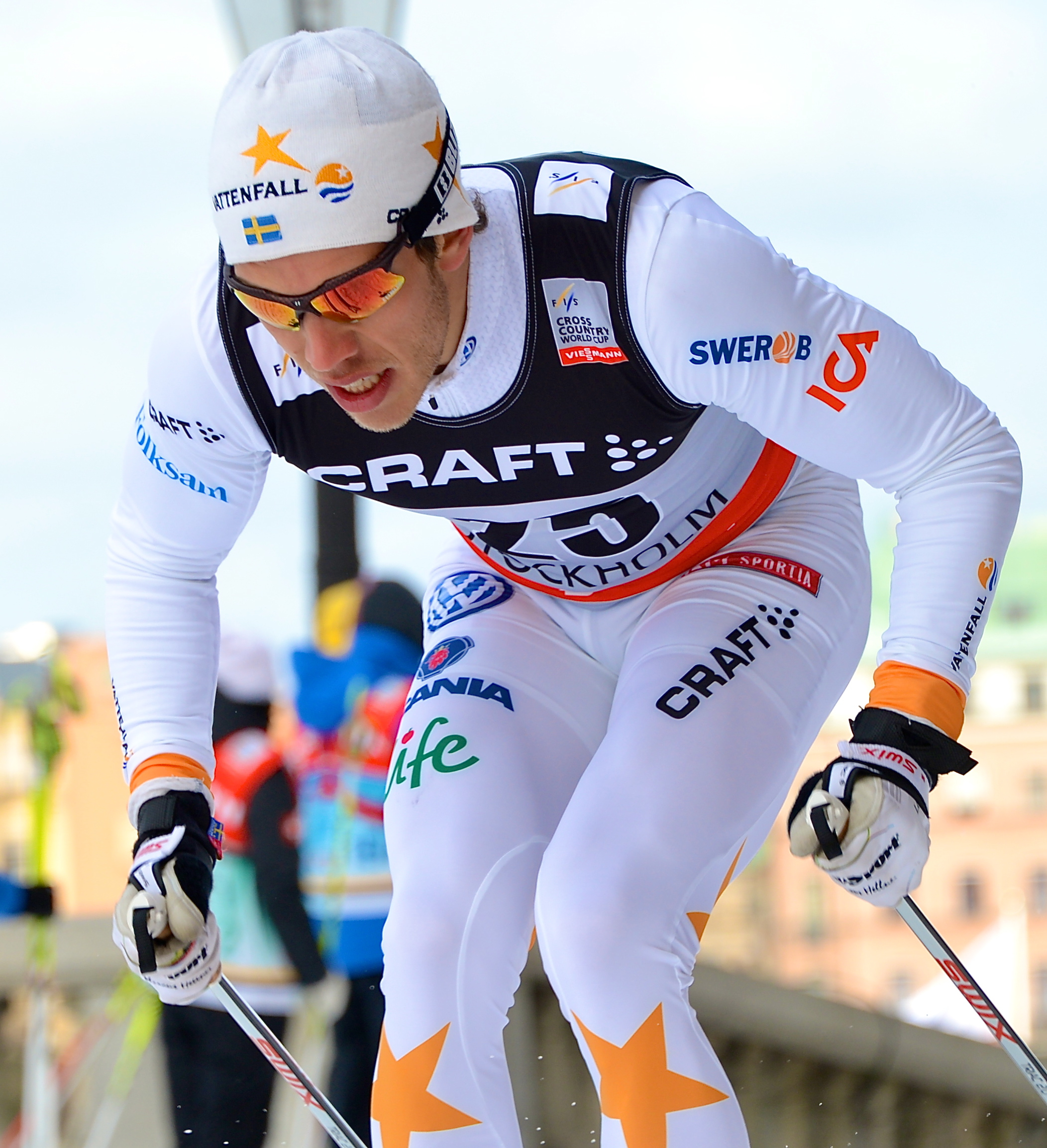
Hellner at the Royal Palace Sprint, Stockholm (2013)

## 生平
赫尔纳2003年開始參賽。2010年參加世界撲克大賽主賽事。
2012年3月，赫尔纳加入撲克之星明星隊和马茨·松丁、鮑里斯·貝克。
2014年冬奧在30公里追逐賽奪得一面銀牌，男子4 x 10公里接力奪得一面金牌，他為最後一棒。